# Конец Санкт-Петербурга
«Конец Санкт-Петербурга» — немой художественный фильм режиссёра В. И. Пудовкина.

## Сюжет
Политический фильм, объясняющий, почему и как большевики пришли к власти в 1917 году. Действие фильма охватывает период с примерно 1913 по 1917 годы. В фильме не показаны политические фигуры того времени — упор сделан на борьбу простых людей за свои права и за мир против власти капитала и самодержавия.
Фильм вдохновил композитора Владимира Дукельского на написание одноимённой оратории (завершённой в 1937).
Премьера состоялась в Москве в декабре 1927 года. Через месяц фильм был показан в Ленинграде.

## В ролях
- Александр Чистяков — рабочий-большевик
- Вера Барановская — его жена
- Иван Чувелев — крестьянский парень
- Сергей Комаров — пристав
- Николай Хмелёв — биржевик
- Александр Громов — бритоголовый большевик
- Владимир Оболенский — Лебедев, фабрикант
- Михаил Терешкович — журналист
- Марк Цибульский — биржевик
- Владимир Чувелев — штрейкбрехер
- Всеволод Пудовкин — солдат (нет в титрах)
- Владимир Фогель — немецкий офицер (нет в титрах)
- Серафима Бирман — дама с веером (нет в титрах)
- Виктор Цоппи — антигерманский «патриот» в цилиндре (нет в титрах)

## Съёмочная группа
- Сценарист — Натан Зархи
- Сорежиссёр — Михаил Доллер
- Композитор — Владимир Юровский
- Главный оператор — Анатолий Головня
- Художественный руководитель — Сергей Козловский
- Оператор — К. Вентс
- Первый помощник режиссёра — Альберт Гендельштейн
- Помощники режиссёра: А. Ледащев, А. Файнциммер, В. Штраус

## Технические данные
Фильм восстановлен на киностудии «Мосфильм» в 1969 году.
- Производство: Межрабпом-Русь, Москва, СССР
- Художественный фильм, чёрно-белый, немой.
- Издание на DVD (США): Входит в DVD «Three Complete Classics of the Soviet Avant-Garde». Издатель: Kino International Corporation, Нью-Йорк, США, 2003 (с английскими субтитрами).
- Права принадлежат: общественное достояние. Английский перевод осуществлен Eastin-Phelin Corporation, 1975 год.